# Ataque aéreo ao prédio do governo de Carquive
O ataque aéreo ao prédio do governo do Oblast de Carquive ocorreu no dia 1º de março de 2022, pouco depois das 08:00 da manhã. No ato de agressão, as Forças Armadas da Rússia utilizaram dois mísseis 3M-54 Kalibr. O primeiro deles atingiu a Praça da Liberdade, localizada em frente ao edifício de administração, enquanto que o segundo o atingiu em cheio. Em junho daquele ano, o prédio que uma vez funcionou como sede do oblast foi declarado irrecuperável.
Como resultado do ataque, 29 pessoas perderam as vidas e pelo menos 35 ficaram feridas. De acordo com o jornal online Meduza, contudo, o número de mortos pode chegar a 44.
Em 28 de agosto de 2022, o exército russo disparou novamente contra o edifício (de acordo com dados preliminares, com mísseis S-300 vindos da região de Belgorod). Um projétil criou uma brecha na praça em frente à Administração Estatal, o segundo destruiu um prédio de três andares no lado oposto da Administração Estatal. Não houve vítimas.
Dada a gravidade do ocorrido em março, no dia 13 de novembro do ano seguinte, um homem em Carquive foi sentenciado à prisão perpétua por ter colaborado com as forças russas ao lhes passar informações de como executar ataques aéreos na cidade.